# Shin'ichi Hosoma
Shin'ichi Hosoma (細馬 信一?, Hosoma Shin'ichi; Hiroshima, 12 aprile 1964) è un fumettista giapponese.
Debutta nel 1985 con l'opera I guerrieri dell'Apocalisse sulle pagine di Shonen Weekly Champion, uno dei settimanali più venduti in Giappone, esibendo già uno stile particolarissimo, con una gran cura nei dettagli e negli sfondi. Col tempo instaura una lunga collaborazione col noto autore di romanzi horror Hideyuki Kikuchi e approfondisce le tecniche del retino e del tratteggio, ma sarà solo collaborando con Takeshi Narumi che troverà la sua dimensione in Samurai.
Nel 2001 collabora con Hideyuki Kikuchi per i disegni del manga Makai Toshi Hunter Series: Makyū Babylon, tratto dall'anime Demon City Shinjuku, la città dei mostri.